# Rimi Baltic

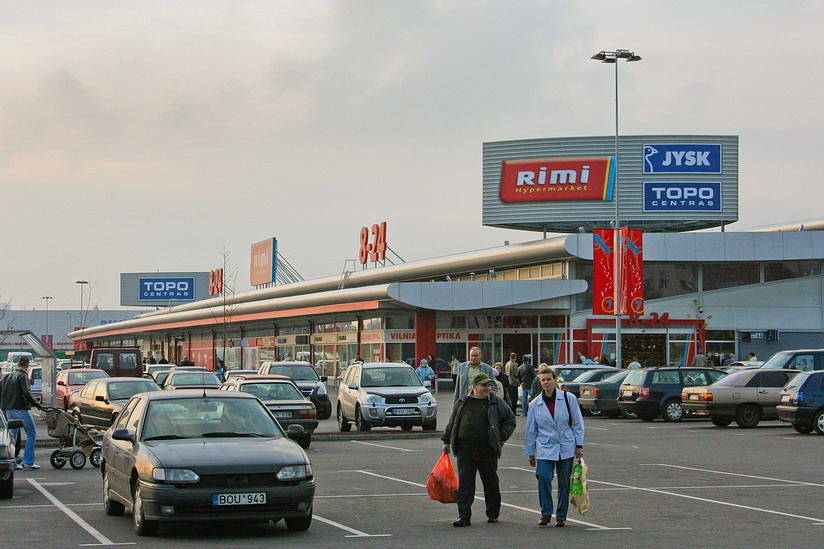
Rimi Hyper у Вільнюсі

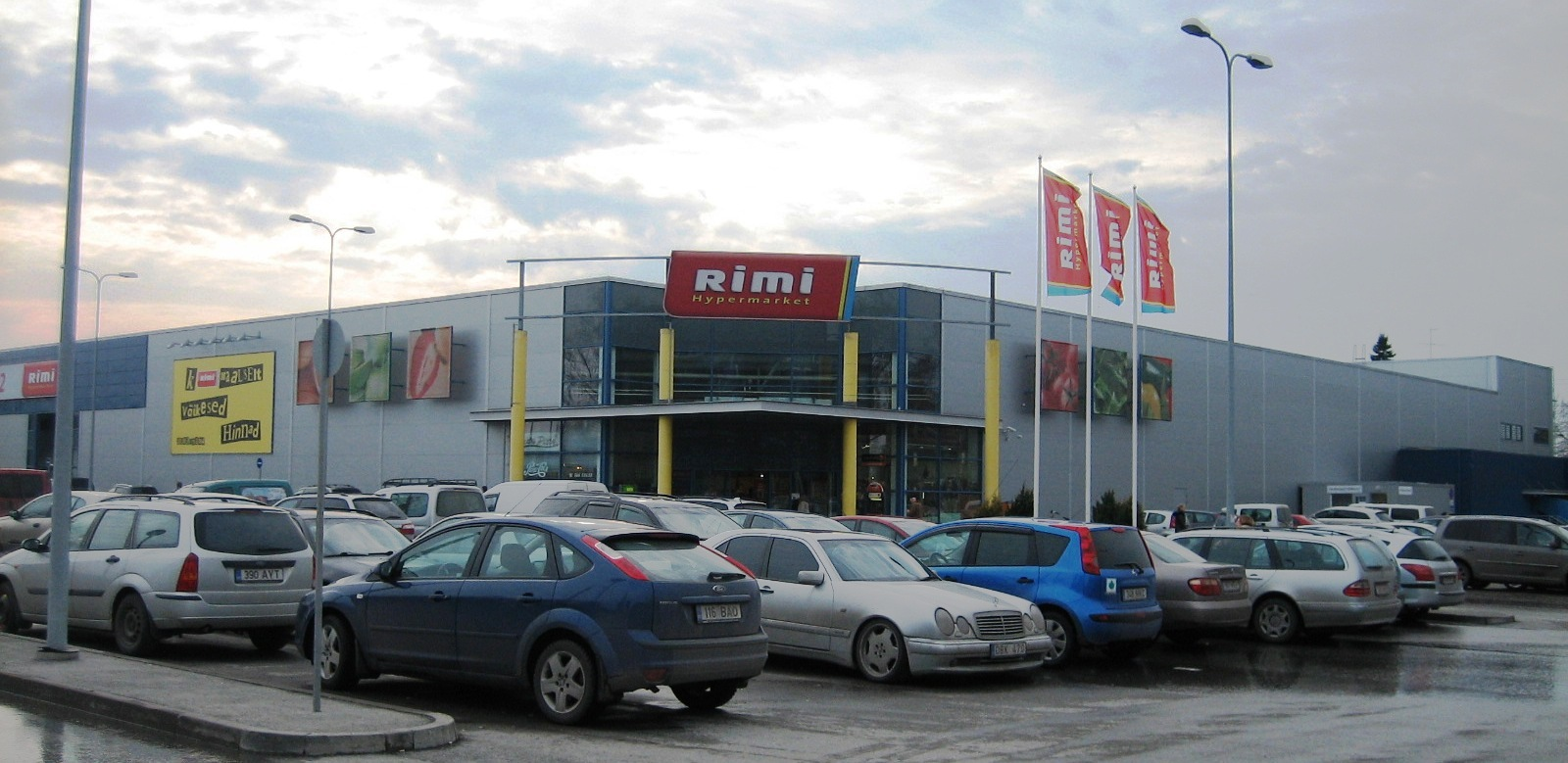
Rimi у Таллінні

Rimi Baltic є великим оператором роздрібної торгівлі в країнах Балтії, розташований у Ризі, Латвія. Це дочірня компанія шведської групи ICA. Rimi Baltic управляє 291 роздрібним магазином в Естонії (88 магазинів), Латвії (132 магазини) та Литві (71 магазин) і має дистриб’юторські центри в кожній країні.  Магазини мають різний профіль залежно від асортименту та розміру:
- Rimi Hyper – гіпермаркети
- Rimi Super – супермаркети
- Rimi Mini – супермаркети / магазини
- Rimi Express – магазини міні-маркетів

Дизайн інтер’єру менших гіпермаркетів Rimi (відомих як компактні гіпермаркети) також можна побачити в менших гіпермаркетах ICA у Швеції, таких як ICA Maxi Västra Hamnen у Мальме та ICA Maxi Enköping.

## Історія та право власності
Rimi Baltic була створена в 2004 році, коли фінська Kesko і шведська ICA домовилися об'єднати свої операції в країнах Балтії в спільне підприємство 50/50. Rimi Baltic офіційно розпочала свою діяльність 1 січня 2005 року. 
Раніше у Kesko було 6 гіпермаркетів City Market і 45 дискаунтер-продовольчих магазинів Säästumarket в Естонії, 5 City Market в Латвії та 19 дискаунтерів Supernetto в Латвії. Раніше ICA володіла 33 магазинами Rimi (супермаркети та компактні гіпермаркети) в Естонії, Латвії та Литві. Після злиття всі магазини City Market протягом 2005 року були поступово перетворені на гіпермаркети Rimi.
Наприкінці 2006 року Kesko вирішила вийти зі спільного підприємства та продала всі свої акції Rimi Baltic компанії ICA. Rimi Baltic стала дочірньою компанією ICA AB з 1 січня 2007 року. Угоди з майном, пов’язані з правом власності Kesko на колишні ділянки Citymarket, були завершені через кілька днів.
23 грудня 2016 року ICA Gruppen уклала угоду про купівлю литовської компанії UAB Palink за 213 млн євро. Палінк керував другою за величиною мережею роздрібної торгівлі продуктами харчування IKI в Литві.  Рада з питань конкуренції Литви санкціонувала це придбання в жовтні 2017 року за умови, що 17 магазинів Rimi та Iki у Вільнюсі, Каунасі, Клайпеді та Паневежисі будуть продані третім особам.  У середині березня 2018 року Rimi Lietuva подала до Ради з питань конкуренції кандидатури потенційних покупців. Рада не підтримала їх на тій підставі, що ці покупці «не забезпечуватимуть стабільної та хоча б такої ж ефективної конкуренції», як нинішня компанія, до моменту реалізації угоди. У квітні Рада з питань конкуренції оголосила про припинення продажу Iki компанії Rimi. 

## Rimi в інших країнах
Назву Rimi також можна знайти в Норвегії, де вона використовувалася в дисконтних продовольчих магазинах ICA, але зараз працює під назвою Coop Norway (магазини Rimi змінено на Coop Extra). Раніше він використовувався в Швеції ICA та у Фінляндії Kesko, хоча з тих пір ці магазини були перетворені в інші формати.

## Зовнішні посилання
- Офіційний сайт
- Official Estonian website
- Official Latvian website
- Official Lithuanian website
- Press Release on merger of ICA and Kesko's operations in the Baltic states
- ICA's acquisition of Kesko's stake in the venture